# Jan Mączka
Jan Mączka (ur. 1842 w Rudniku nad Sanem, zm. 19 października 1911 w Zaleszanach), włościanin, powstaniec styczniowy.  Po upadku powstania osiadł na gospodarce otrzymanej od ojca. Był radnym w gminie, przewodniczącym w Kółku Rolniczym, członkiem Rady i Wydziału Powiatowego, Rady Szkolnej Okręgowej i miejscowej w Zaleszanach, członkiem Towarzystwa Rolniczego, Towarzystwa Chowu Drobiu.
Był bratem Józefa Mączki, polskiego żołnierza, poety legionowego.